# Émile Chausse
Pour les articles homonymes, voir Chausse (homonymie).
Émile Chausse, né le 6 juillet 1850 à Paris et mort le 30 décembre 1941 à Nogent-sur-Marne, est un homme politique français, socialiste, président du conseil municipal de Paris en 1909.

## Biographie
Émile Joseph Marie Chausse naît en 1850 à Paris.
En 1868, il fonde la Chambre syndicale de l'ébénisterie.
Émile Chausse est tiré au sort pour participer à la guerre de 1870. Il intègre le 1er régiment du train des équipages militaires. Le 31 octobre 1870, il participe à l'insurrection parisienne, évènement prédécesseur de la Commune de 1871, et occupe la mairie du 12e arrondissement. Du 17 mars au 7 juin 1871, il est engagé pour la campagne à l'intérieur, répressive du mouvement communaliste, et plus particulièrement de la Commune de Paris.
Il cofonde le Parti ouvrier socialiste révolutionnaire.
Il est élu conseiller municipal en 1893. Il le reste jusqu'en 1935.
Il est président du conseil municipal de Paris de mars au 25 octobre 1909.